# Neo-noir

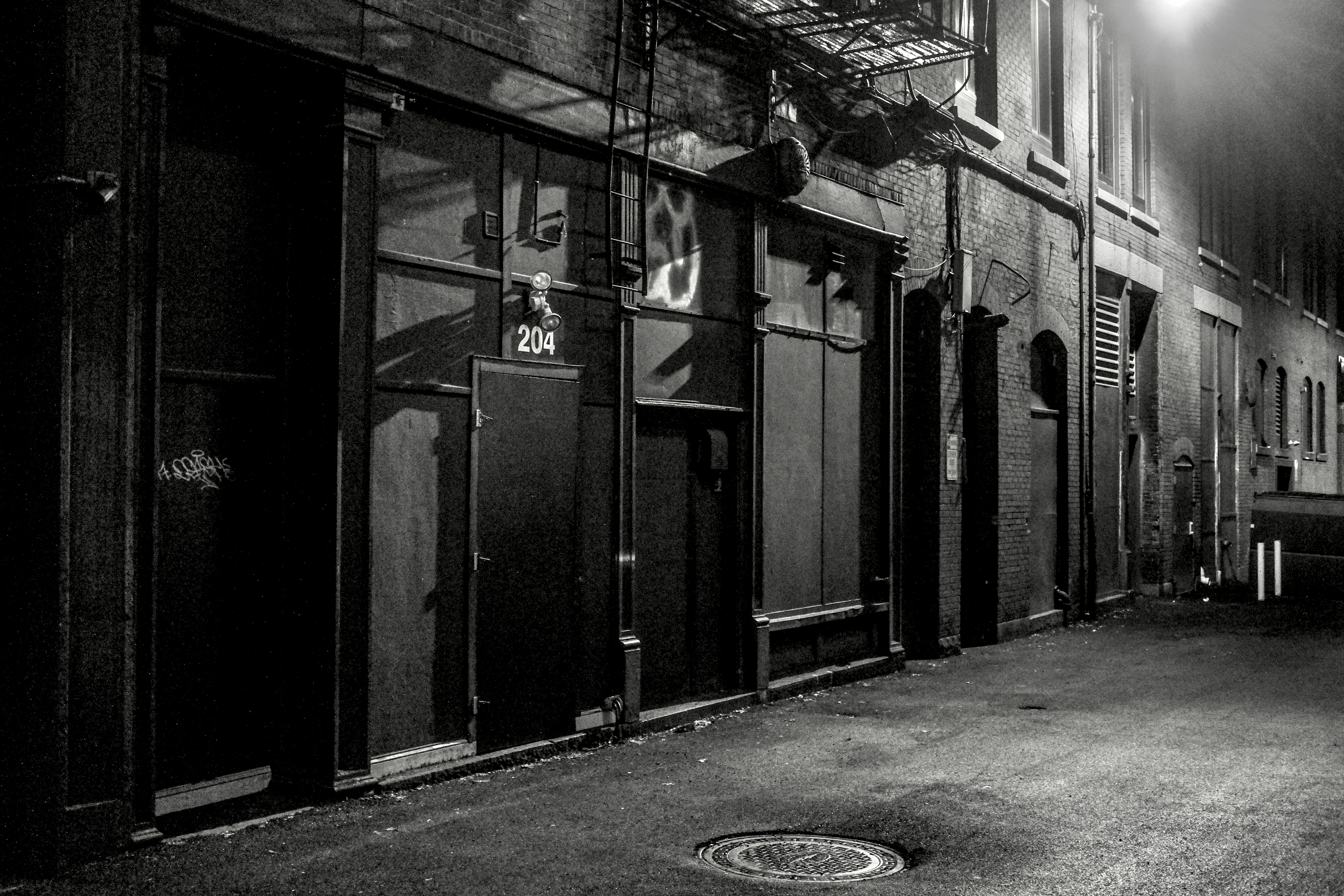
Los escenarios nocturnos en zonas urbanas y las luces de la ciudad son uno de los elementos más comunes en el neo-noir.

Neo-noir (del griego neo, «nuevo», y del francés noir, «negro») es un estilo de cine que utiliza gran parte de los elementos del cine negro, pero que trata temas con contenidos actuales y en el que estéticamente se observan elementos que estuvieron ausentes en películas de cine negro de las décadas de 1940 y 1950.

## Historia
El término «cine negro» fue usado por primera vez por el crítico Nino Frank en 1946, pero no fue usado por realizadores, críticos y el público hasta varias décadas después. La era clásica del cine negro es a menudo enmarcada desde principios de los años 1940 hasta finales de los años 1950. Generalmente, considerado como dramas criminales o thrillers psicológicos, el cine negro tuvo varias películas con temas y recursos argumentales en común, y muchos elementos visuales muy distintivos. Los personajes eran a menudo antihéroes conflictivos, dentro de una situación difícil y desesperante, en un sistema moral nihilista. Los elementos visuales incluyen una iluminación discreta, destacando el uso de luz y sombras, y cámaras colocadas en lugares inusuales.
Aunque solo hubo algunas películas de importancia en el cine negro clásico desde principios de los 60, han tenido un significativo impacto en otros géneros. Estas películas normalmente incorporan tanto temáticas como elementos visuales que recuerdan al cine negro. Al igual que muchas de las películas clásicas de cine negro que fueron producidas de forma independiente, dada la falta de atención que recibían por parte de los estudios de Hollywood, muchas películas neo-noir son también independientes.
En la década de 1970, nuevas películas fueron muy a menudo comparadas con películas de cine negro. Diferentes a las películas de cine negro clásicas, las películas neo-noir son conscientes de las circunstancias modernas y la tecnología, detalles que estaban típicamente ausentes o eran de poca importancia para los argumentos de las clásicas películas de cine negro. Los temas modernos empleados en estas películas incluyen crisis de identidad, problemas de memoria y subjetividad, y problemas tecnológicos y sus ramificaciones sociales. De igual forma, el término puede ser ampliado hacia otros trabajos de ficción que incorporan estos elementos.